# Katedrála Notre-Dame (Rouen)
Katedrála Notre-Dame-de-l'Assomption (česky Nanebevzetí Panny Marie) ve francouzském městě Rouen je (katolická) raně gotická katedrála a sídlo rouenského arcibiskupa, který je zároveň primasem Normandie. Trojlodní stavba se dvěma věžemi v průčelí a vysokou věží nad křížením vznikla v letech 1180–1237 a byla také pohřebištěm normandských vévodů.

## Historie
Raně gotická stavba vznikla v letech 1180–1237 na místě starší románské stavby z 11. století. V letech 1145–1164 vznikla nejprve severní věž sv. Romana jako volně stojící zvonice. Od roku 1180 se stavěla netypicky nejprve loď, pak příční loď a nakonec chór. Stavbou věže nad křížením v letech 1230–1237 byla katedrála dokončena. V letech 1260–1270 následovaly boční kaple a koncem 13. století úprava obou průčelí příční lodi ve stylu pozdní gotiky (flamboyant). V letech 1350–1470 se stavělo nové západní průčelí s neobyčejně bohatou plastickou výzdobou. Ze stejného období pochází i přilehlý arcibiskupský palác a další budovy. Stejně jako většina velkých staveb normanské gotiky, také katedrála má vysokou věž nad křížením. Dřevěná špice pokrytá olovem v renesančním slohu, která věž zakončovala, byla zničena požárem po úderu bleskem v roce 1822. V letech 1825–1876 byla nahrazena litinovou konstrukcí dosahující výše 151 metrů. Tím se katedrála Nanebevzetí Panny Marie v Rouenu stala nejvyšší stavbou ve Francii a rovněž do roku 1880, kdy byla dokončena katedrála sv. Petra v Kolíně nad Rýnem (157 metrů), i nejvyšší na světě. Rovněž co se týče šířky západního průčelí (61,60 metrů) drží zdejší katedrála francouzský rekord. Poslední částečnou rekonstrukcí a restaurováním prošla stavba v letech 1944–1956.
Katedrálu proslavil Claude Monet svým cyklem 28 obrazů dnes rozptýlených po celém světě.
Stavba se nachází v chráněné zóně města. Katedrála, jejíž součástí je i klášter a budovy kapituly, je od roku 1862 chráněná jako historická památka. Arcibiskupství, především palác Estouteville je chráněno od roku 1909. Archeologické pozůstatky souboru arcibiskupství a všech budov, které mu předcházely, podléhá klasifikaci historických památek od 10. května 1995.
V červenci 2024 zachvátil věž katedrály, která tou dobou pocházela rekonstrukcí, požár.

## Galerie

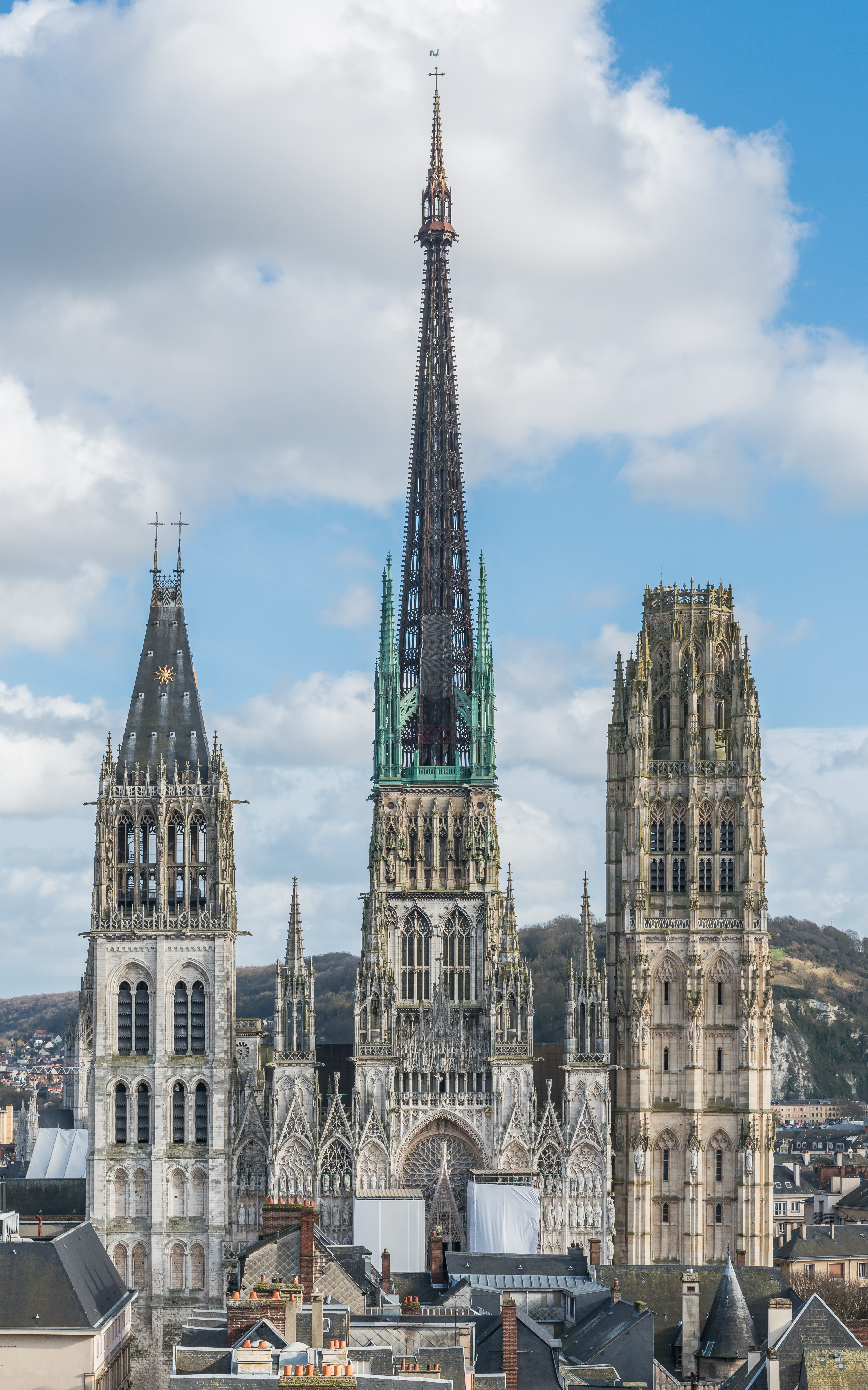
Pohled od západu
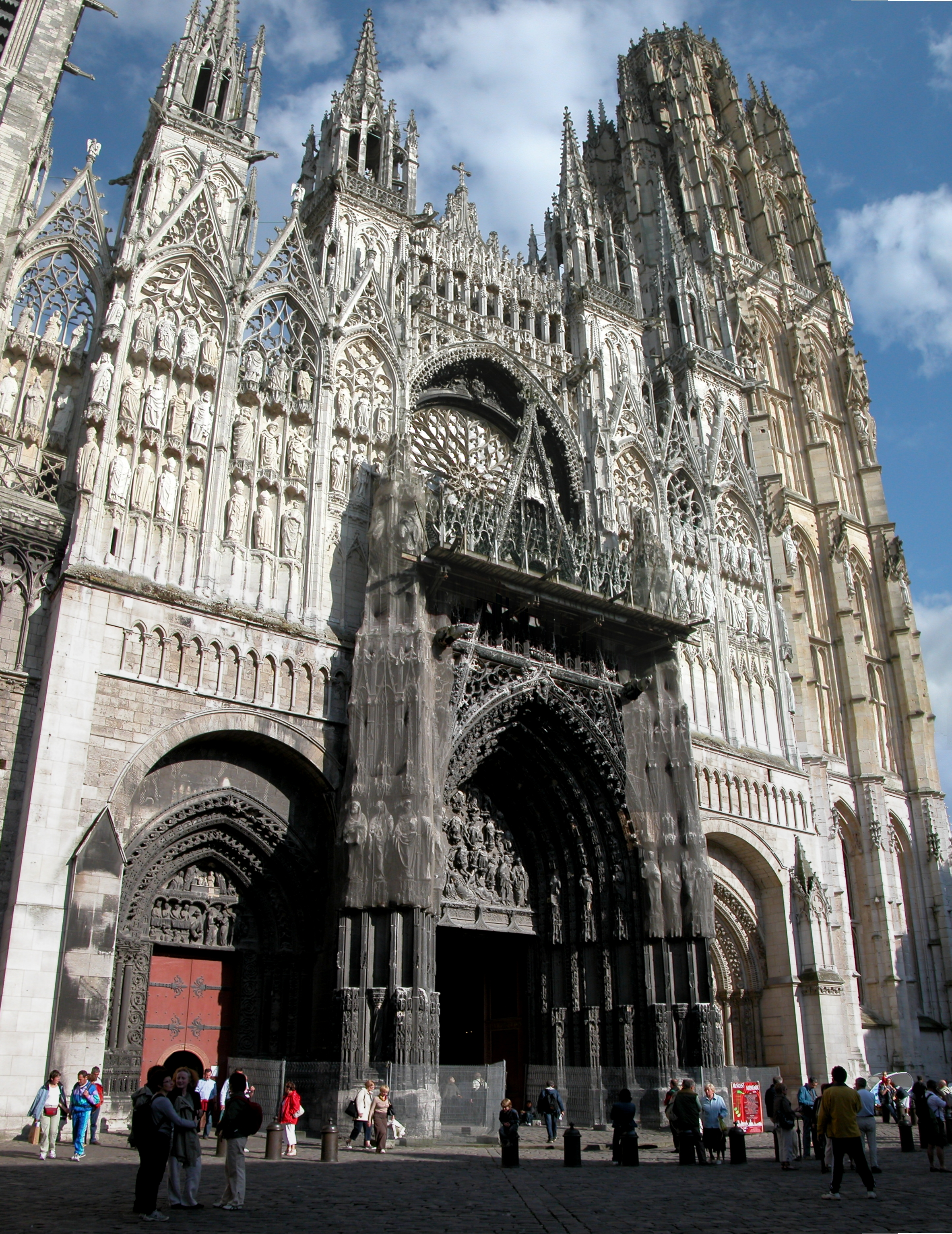
Západní průčelí
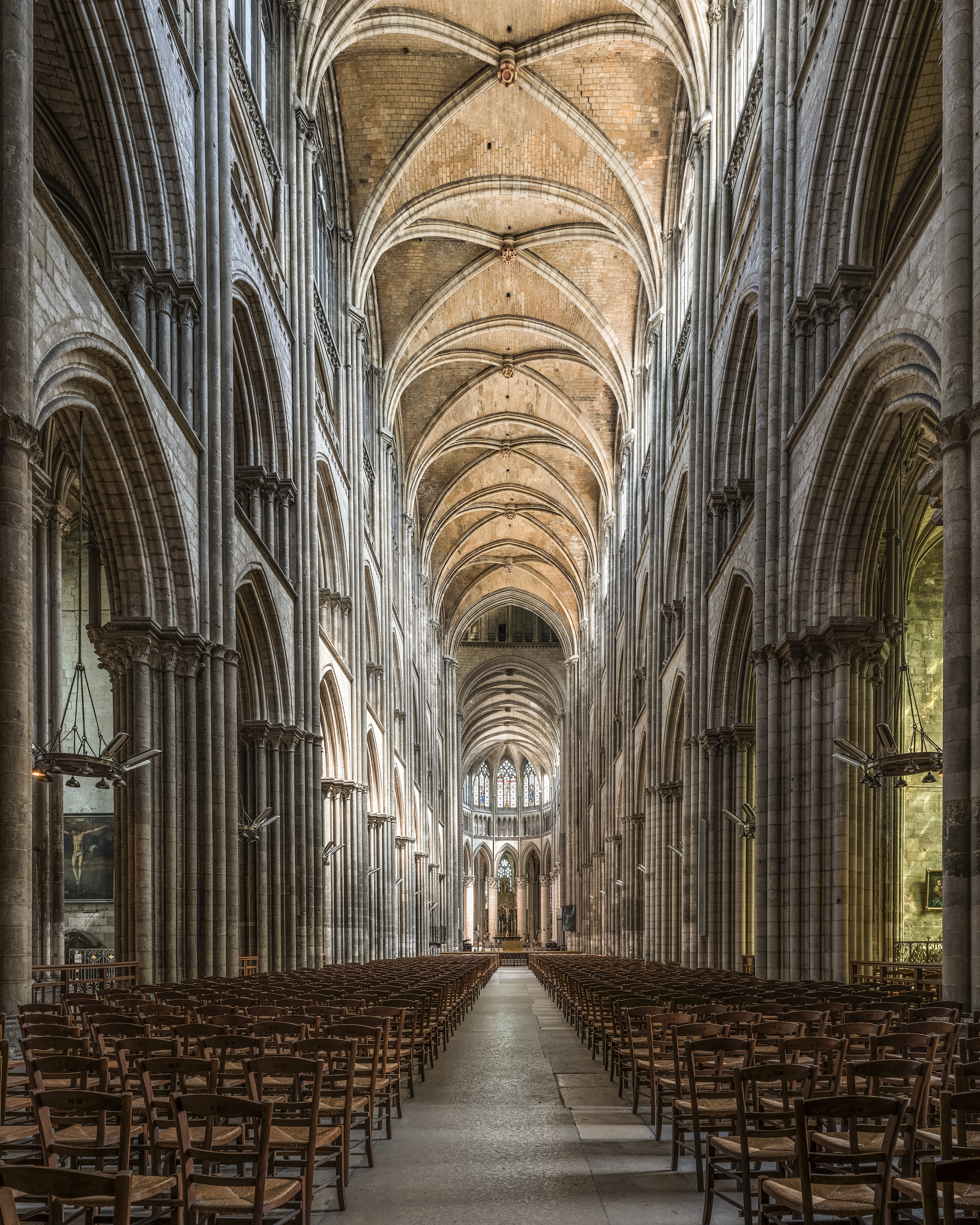
Interiér (1180-1235)
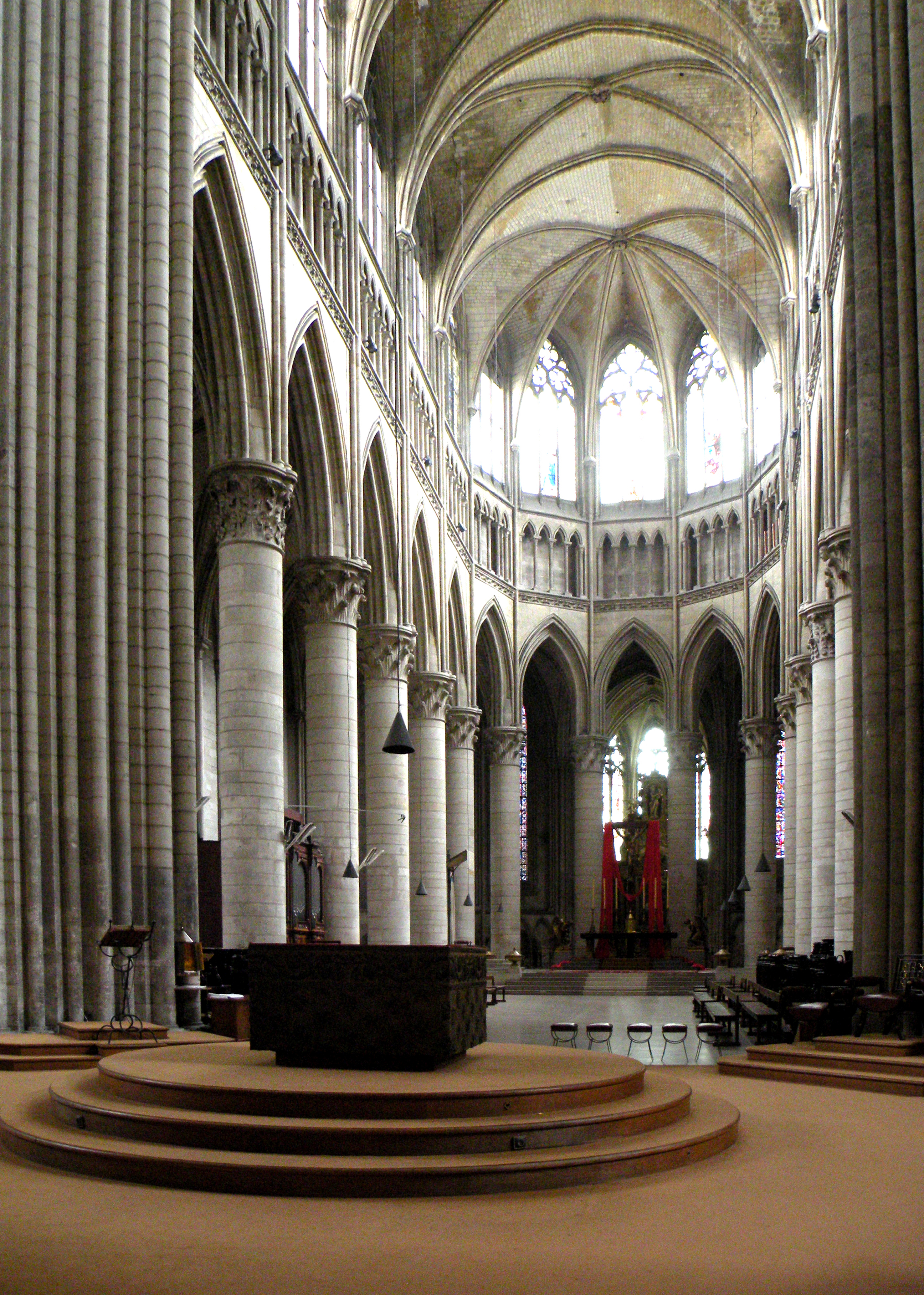
Chór (po 1220)
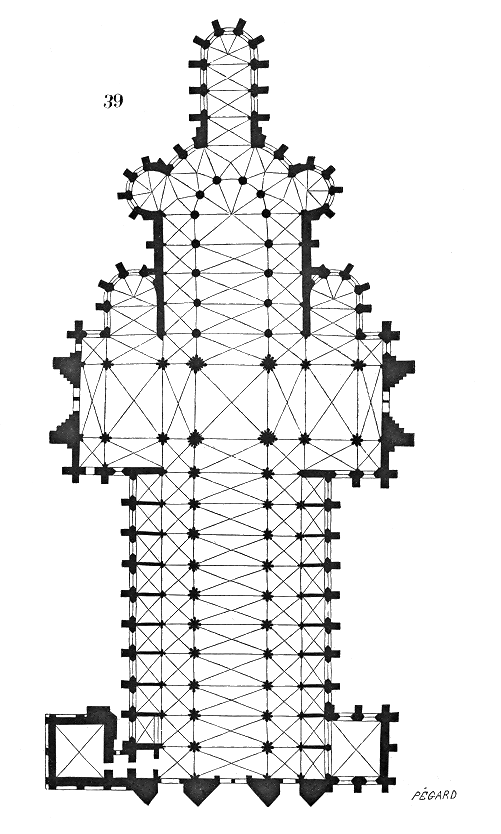
Půdorys (východ je nahoře)